# Game Over (EP)
Pour les articles homonymes, voir Game Over.
Albums de Dave
Six Paths
(2016) Psychodrama
(2019)
Singles
1. Question Time
Sortie : 9 octobre 2017
2. No Words
Sortie : 3 novembre 2017

Game Over est le deuxième EP de Dave, sorti le 3 novembre 2017.

## Genèse
Le 9 octobre 2017, Dave annonce la sortie de son second EP.

## Accueil critique
Game Over est accueilli de manière favorable par la presse. Clash Music se montre élogieux et affirme que « le projet est un aperçu profond de son être tiré dans plusieurs directions ».

## Liste des titres
| 1.    | Game Over                    | David Santan    | Fraser T Smith, 169                      | 3:38 |
| 2.    | Question Time                | Santan          | Fraser T Smith, 169                      | 7:07 |
| 3.    | Attitude                     | Santan          | Dave                                     | 3:16 |
| 4.    | Calling Me Out               | Santan          | Sevaqk                                   | 2:55 |
| 5.    | How I Met My Ex              | Santan          | Dave                                     | 7:25 |
| 6.    | No Words (featuring MoStack) | Santan, MoStack | Steel Banglez, Dave, 169, Fraser T Smith | 3:30 |
| 7.    | My 19th Birthday             | Santan          | 169                                      | 8:58 |
| 36:49 |                              |                 |                                          |      |

## Classement hebdomadaire
| Classement (2017)             | Meilleure position |
| ----------------------------- | ------------------ |
| Royaume-Uni (UK Albums Chart) | 13                 |